# EL84

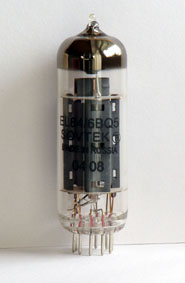
EL84 produkcji rosyjskiej firmy SOVTEK

EL84 – lampa elektronowa (pentoda) o cokole nowalowym, pierwotnie wypuszczona na rynek przez firmę Philips, stosowana w XXI w. we wzmacniaczach gitarowych oraz wzmacniaczach elektroakustycznych klasy hi-end. Produkowana jest jeszcze m.in. w Rosji (Sovtek, Electro-Harmonix), na Słowacji (JJ Electronics), a także Serbii (Ei). W Polsce była wytwarzana w latach 60. XX w. w Zakładach Wytwórczych Lamp Elektrycznych TELAM.
Odpowiednikiem EL84 z USA jest 6BQ5, natomiast z ZSRR  – 6П14П.

## Dane techniczne[2]
Żarzenie:
- napięcie żarzenia  6,3 V
- prąd żarzenia   0,76 A

| Parametr                        | Wartość   |
| ------------------------------- | --------- |
| napięcie anodowe                | 250 V     |
| prąd anodowy                    | 48 mA     |
| nachylenie charakterystyki (Sa) | 11,3 mA/V |
| napięcie siatki pierwszej       | -7,3 V    |
| napięcie siatki drugiej         | 250 V     |

| Parametr                        | Wartość |
| ------------------------------- | ------- |
| napięcie anodowe                | 300 V   |
| moc tracona na anodzie          | 12 W    |
| prąd katodowy                   | 65 mA   |
| napięcie siatki drugiej         | 300 V   |
| napięcie włókno żarzenia/katoda | 100 V   |